# Kecamatan Kluet Utara
Kecamatan Kluet Utara (indonesiska: Kluet Utara) är ett distrikt i Indonesien.   Det ligger i provinsen Aceh, i den västra delen av landet, 1 500 km nordväst om huvudstaden Jakarta.